# Аббас ибн ал-Ахнаф
Абу ал-Фадл Аббас ибн-Ахнаф (750 в Басра – 809), (араб. عباس بن الأحنف) е арабски абасидски поет от рода Ханифа. Творбите му се състоят само от любовни поеми (ghazal). Съсредоточени са „основно върху безнадежността на любовта, и персонажите в неговите творби сякаш са отдадени на връзка, изпълнена с лишение“.. Използваната лексика в съчиненията му е разбираема, а стилът му – лесен за четене.
Израства в Багдад, където се сприятелява с абасидския халиф Харун ар-Рашид, който го наема като придворен поет. Творбите му оказват влияние върху Абдуллах ибн ал-Му'тазз и Абу ал-Атахия.